# Warren B. Hamilton

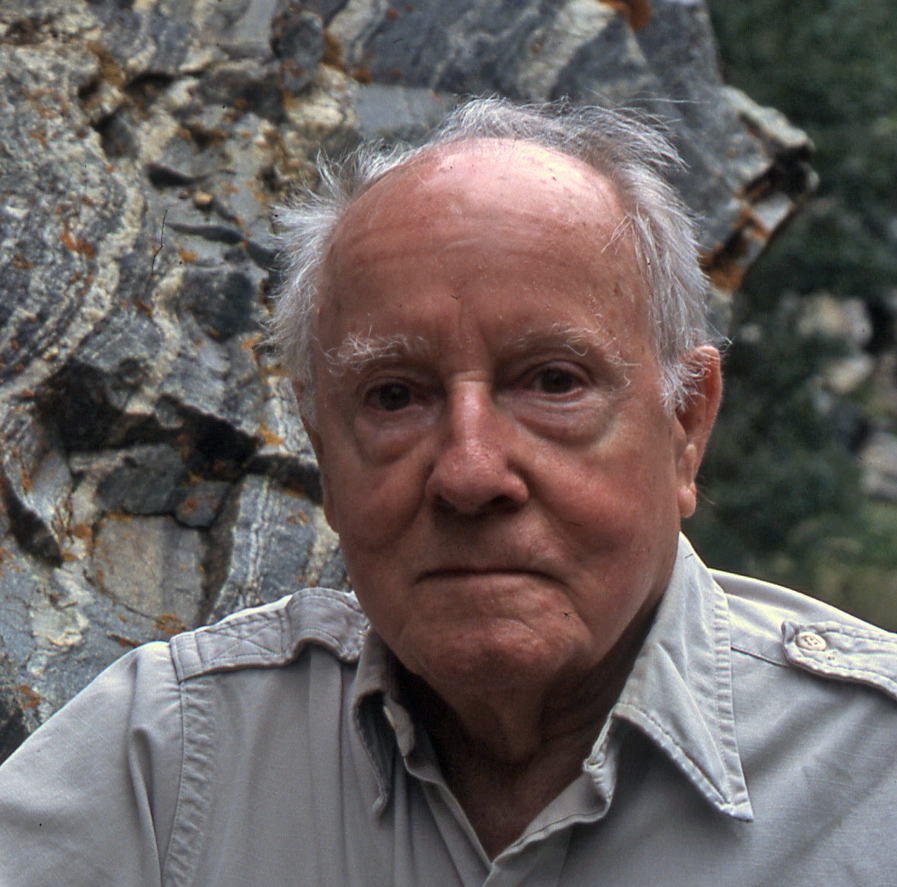
Warren Hamilton, Colorado 2007

Warren Bell Hamilton (* 13. Mai 1925 in Los Angeles; † 26. Oktober 2018 in Golden, Colorado) war ein US-amerikanischer Geologe.
Hamilton studierte an der University of California, Los Angeles (UCLA) mit dem Bachelor-Abschluss 1945, während er Wehrdienst als Offizier in der US Navy leistete. 1951 wurde er an der UCLA in Geologie promoviert. 1951/52 war er Assistant Professor an der University of Oklahoma und ab 1952 forschte er für den US Geological Survey, bei dem er bis zum Ruhestand 1996 blieb (zuletzt als Senior Scientist). Danach war er Distinguished Senior Scientist an der Colorado School of Mines.
Er befasste sich mit Plattentektonik, mariner Geophysik, Evolution von Kruste und Mantel, Petrologie von Eruptivgesteinen und metamorphen Gesteinen, Tektonik des Westens der USA (unter anderem die Batholithen der Sierra Nevada), aber auch von Südostasien, Indonesien, Melanesien, der Sowjetunion (wo er 1967 als Austauschwissenschaftler war) und der Antarktis, wo er 1958/59 und 1963/64 war und im Transantarktischen Gebirge Hinweise auf gemeinsame Gondwana-Strukturen mit Südafrika und Australien (Adelaide Geosynklinale) fand.
Mit dem Aufkommen der Plattentektonik in den 1960er Jahren (damals ausgehend von mariner Geologie) wandte er dies zur Erklärung kontinentaler Tektonik an zum Beispiel in Kalifornien an, wo er die Abtrennung von Baja California längs der St. Andreas Spalte von Mexiko erkannte. Ab 1969 untersuchte er die Geologie Indonesiens plattentektonisch (Motivation war teilweise die Ölexploration), wobei er Offshore-Geologie und Untersuchungen an Land kombinierte. Diese Untersuchung Indonesiens brachte auch neue Erkenntnisse zum Mechanismus der Plattentektonik.
Von den 1970er bis in die 1990er Jahre befasste er sich mit der Evolution der Erdkruste im Phanerozoikum und führte dazu weltweit Feldstudien aus. Danach erweiterte er die Betrachtungen auch auf andere Planeten und die ersten 4 Milliarden Jahre der Erde, wobei er gegenüber dem konventionellen Bild der Plattentektonik abweichende Ansichten vertrat. Nahm man üblicherweise Mantelkonvektion und Plume als treibende Kräfte der Plattentektonik an, ging Hamilton von einem Bild der Oberflächen-Kühlung des heißen Erdinnern und absinkender Platten als treibenden Kräften aus. Vulkanismus in der Mitte von Platten wie in Hawaii, üblicherweise auf Plumes zurückgeführt, sah er als Folge von Schwächen der Erdkruste in diesem Bereich. Konvektion sah er auf den oberen Mantel (oberhalb der 660-km-Diskontinuität) beschränkt. Er vertrat auch eine andere Sicht auf geologische Vorgänge im Archaikum und Proterozoikum und sah erst im späten Proterozoikum (ab einem Alter von 800 Millionen Jahren) Gesteine, die als Folge der üblichen plattentektonischen Prozesse des Phanerozoikums interpretiert werden können. Ebenso lehnte er eine Formung durch Plattentektonik auf Mars und Venus ab.
1981 war er Gastprofessor an der Universität Amsterdam, 1973 am Caltech, 1968 und 1979 am Scripps Institute of Oceanography und 1980 an der Yale University.
1989 erhielt er die Penrose-Medaille. Er war Mitglied der Geological Society of America, der National Academy of Sciences und der American Association for the Advancement of Science. Das Hamilton-Kliff in der Antarktis trägt seinen Namen.
Er war mit Alicita Koenig verheiratet (Heirat 1947) und hatte mit ihr drei Kinder.